# Robert Abela
Robert Abela (* 7. prosince 1977 Sliema) je maltský politik, od roku 2020 předseda vlády Malty a vůdce Labouristické strany. V obou funkcích nahradil Josepha Muscata. V červnu 2017 byl zvolen poslancem do jednokomorového parlamentu.
Jeho otec George Abela zastával v letech 2009–2014 úřad prezidenta republiky.

## Soukromý život
Narodil se roku 1977 v Sliemě, ležící v severním přístavním distriktu, do rodiny Georga Abely a Margaret Abelové, rozené Cauchiové. Se sestrou Marijou vyrostli v obcích Għaxaq a Marsaskala na jihovýchodě ostrova. Matka pracovala v administrativě valletské Staré univerzitní budovy, součásti původního kampusu Maltské univerzity. Později spravovala rodinnou právnickou firmu.
Po ukončení katolické střední školy St Aloysius' College v Birkirkaře pokračoval studiem práva na Maltské univerzitě, kterou absolvoval v roce 2002. Právnickou praxi vykonával v rodinné advokátní kanceláři Abela Advocates, se specializací na průmyslové a obchodní právo.
V mládí hrál závodně fotbal, s cílem reprezentovat zemi v národním mužstvu. Věnoval se také kulturistice, v níž se během devadesátých let dvakrát zúčastnil maltského národního mistrovství.
V roce 2008 se oženil s Lydijí Zerafovou, kterou poznal během univerzitního studia. Manželka následně začala pracovat jako sekretářka výkonného výboru Labouristické strany. Do manželství se v roce 2012 narodila dcera Giorgia Mae Abelová.

## Politická kariéra
V politice se poprvé angažoval v rámci labouristické kampaně před parlamentními volbami 1996, kdy byl otec George Abela místopředsedou Labouristů. Otce také podporoval ve snaze získat předsednický post Labouristiké strany v roce 2008, kdy ze souboje vítězně vyšel protikandidát Joseph Muscat.
V lednu 2017 upozornil na výrazné podhodnocení pozemků v Qormi ze strany vládnoucích Nacionalististů, za něž kontraktoři zaplatili 0,9 milionů eur namísto plné ceny 8 milionů eur. V červnových parlamentnch volbách 2017 byl ve věku čtyřiceti let zvolen do jednokomorového parlamentu na kandidátce labouristů. Stal se tak zástupcem voličů v šestém obvodu, zahrnujícím obce Siggiewi, Luqu a Qormi. Rovněž plnil funkci právního poradce premiéra Josepha Muscata, což mu umožnilo účastnit se zasedání vlády. Podle tvrzení opozice mu poradenská činnost ve vládních úřadech pro plánování a dopravu vynesla nejméně 580 tisíc eur. V říjnu 2019 požadoval více policistů v ulicích, kteří by chránili obyvatele před negativními dopady migrační vlny.
Ve sněmovně nikdy nepatřil k otevřeným kritikům premiéra Muscata. Roznětkou vládní krize se stala přetrvávající nespokojenost s vyšetřováním vraždy Daphne Caruany Galiziové. Maltská novinářka píšící o korupci, provázanosti politiků s podnikateli, praní špinavých peněz i případu Panamských dokumentů, byla zavražděna v říjnu 2017 po výbuchu bomby v autě. Zdržování a ovlivňování vyšetřování intenzivně zkoumaly orgány Evropské unie. Po propuknutí pouličních protestů v listopadu 2019 rezignoval Muscat během ledna 2020 na premiérský post i předsednictví labouristů. V obou funkcích jej nahradil Robert Abela. Před nástupem do úřadů uvedl, že by jednal razantněji než jeho předchůdce a dříve odvolal ministra cestovního ruchu Konrada Mizziho, ministra hospodářství Chrise Cardonu i vedoucího úřadu vlády Keitha Schembriho, kteří v souvislosti s aférou novinářky v politických funkcích skončili.